# Subhi at-Tufajli
Subhi at-Tufajli (arab. ‏صبحي الطفيلي‎, ur. w 1947 roku) – libański polityk, szyita, w latach 1989-1991 pierwszy sekretarz generalny uznawanej za terrorystyczną organizacji Hezbollah oraz jej wojskowej przybudówki.

## Życiorys
Tufajli zyskał reputację najbardziej wykształconego szyickiego duchownego w Doline Bekaa już w stosunkowo młodym wieku. Widząc go jako najwyższego rangą szyickiego duchownego w swoich szeregach, Hezbollah wybrał go na swojego sekretarza generalnego. Pod jego rządami bojownicy Hezbollahu patrolowali dolinę Bekaa, egzekwując surowe normy religijne i zakaz dotyczący zachodnich trendów odzieżowych oraz kulturowych. 

### Rozłam z Hezbollahem
Rozłam Tufajliego z Hezbollahem nastąpił w latach 90. po śmierci następnego po nim sekretarza, Abbasa al-Musawiego. Wtedy to frakcja Hasana Nasr Allaha, faworyzowana przez Iran, zaczęła dominować. Główny spór dotyczył uporu Tufajliego w unikaniu polityki libańskiej i zamiast tego skupieniu się na walce zbrojnej przeciwko Izraelowi, którą według niego frakcja Nasr Allaha bagatelizowała. Po gwałtownych konfrontacjach między zwolennikami Tufajliego a innymi członkami Hezbollahu, został on wydalony z Hezbollahu w 1998 roku. 
Od tego czasu duchowny aktywnie działa jako zaciekły przeciwnik Hezbollahu i Iranu, wzywając swoich zwolenników do przeciwstawienia się hegemonii ajatollahów w regionie. 